# Iglesia de San Martín (Lena)
La iglesia de San Martín es el templo parroquial de Pola de Lena, en el concejo asturiano de Lena (España).

## Descripción
La iglesia anterior fue diseñada por el prestigioso arquitecto Enrique Rodríguez Bustelo, levantada entre 1916 y 1920. Ésta a su vez sustituía a otra mucho más pequeña. La nueva iglesia destacaba por dos altas torres que flanqueaban la facahada, rematadas ambas con cahipeteles bulbosos. El templo pretendía satisfacer el incremento demográfico de la villa gracias a la minería. Durante la Revolución de 1934 fue incendiada y posteriormente destruida.
Tras la Guerra se levanta un nuevo templo simulando la silueta del anterior pero mucho más racionalista, diseñado por los Hermanos Somolinos. Destacan dos torres cuadradas (inspiradas en la Iglesia de San Martín de Tours de Francia) que flanquean la fachada, formada por un volumen adelantado. Ambos cuerpos se decoran únicamente con vanos de medio punto calados, y abiertos en la zona de campanarios. A la iglesia se accede por una escalinata y está situada junto a la plaza de Alfonso X el Sabio.
En el interior del templo destaca la imagen del Cristo Yacente y dos retablos donde se encuentran San Martín de Tours y La Dolorosa, así como un retablo de pintura sobre tabla de la Virgen con el Niño. Parte de la imagenería es de Félix Granda y Álvarez Buylla. La estructura interior es abovedada con arcos fajones y revestida de madera.

## Enlaces
- Wikimedia Commons alberga una categoría multimedia sobre Iglesia de San Martín.

- Datos: Q60826608